# 江島 (島根県)
江島（えしま）は中海の大根島の北東側に位置する島。島根県松江市に属する。面積は約2km2。

## 概要
『出雲国風土記』には蜈蚣島（むかでじま）として記載されている。大根島側とは堤防道路でつながり実質的に地続きとなっており、一方の鳥取県境港市側とは江島大橋で結ばれている（なお、江島大橋の架橋工事以前に用いられていた中浦水門は2009年3月に撤去工事が完了した）。産業としては大根島と同様に牡丹や薬用人参の栽培が盛んであり、また、江島工業団地があり、島の大部分は埋め立てでできている。
- 江島の空中写真。1976年撮影の4枚を合成作成。画像右側（東側）に見える橋は、2009年に撤去された中浦水門上に設けられた道路橋である。撮影当時はまだ、江島大橋も大根島への堤防道路も建設されていない。
国土交通省 国土地理院 地図・空中写真閲覧サービスの空中写真を基に作成。
- 江島を北方から空撮（2021年）